# Place du 3e-Régiment-de-Tirailleurs-Algériens
La place du 3e-Régiment-de-Tirailleurs-Algériens est une place de la ville de Strasbourg, en France.

## Localisation
La place se trouve au cœur du parc de la Citadelle, dans le quartier de l'Esplanade, qui est englobé dans le quartier Bourse - Esplanade - Krutenau

## Origine du nom
La place fut ainsi nommée en l'honneur du 3e régiment de tirailleurs algériens (RTA) qui fut créé en 1856, décoré de la Légion d'Honneur le 11 novembre 1863 et dissous en 1962.

La 3e division d'infanterie algérienne, à laquelle était rattaché le 3e RTA, se distingua lors de nombreuses batailles en Alsace, notamment lors de la prise de Mulhouse et la défense de Strasbourg à Kilstett, en janvier 1945.

## Transports en commun
La ligne de bus 30 dessert le Parc de la Citadelle.